# سيباستيان شو (قصص مصورة)
سيباستيان شو هو شرير خارق في مارفل كومكس من ابتكاركريس كليرمونت وجون بيرن،ظهرت الشخصية لأول مرة في يناير 1980.